# Agelasta albostictica
Agelasta albostictica là một loài bọ cánh cứng trong họ Cerambycidae.